# Edwin Lester
Edwin Lester (* 30. März 1895, New York City; † 13. Dezember 1990, Beverly Hills, Kalifornien) war ein amerikanischer Theaterproduzent und Impresario. Lange Zeit war er Generaldirektor der Los Angeles Civic Light Opera, welche er 1938 gegründet hatte. Zudem war er 1939 zusammen mit Homer Curran Mitbegründer der San Francisco Civic Light Opera, einer Organisation die aus der LACLO heraus entstand. Unter seiner Leitung produzierte die LACLO mehrere eigene Shows, von denen einige großen Erfolg verzeichneten: Song of Norway (1944), Magdalena (1948), Kismet (1953), Peter Pan (1954) und Gigi (1973). Lester brachte auch zahlreiche Shows vom Broadway nach Kalifornien, oft mit der Originalbesetzung.

## Leben
Lester wurde in New York City geboren. Er verdiente schon als Kind Geld als Sänger und hatte dann eine kurze Karriere als Konzertpianist. Er zog nach Kalifornien um für Sid Grauman am Chinese Theater in Hollywood, Los Angeles zu arbeiten, wo er in der späten 1920ern das Vorprogramm (spectacle prologues) gestaltete. Anfang der 1930er arbeitete er als Talentmanager für Künstler.
1938 gründete Lester die Los Angeles Civic Light Opera unter dem Motto „Light Opera in the Grand Opera manner“ (Leichte Oper nach Art der Großen Oper). Das Orchester eröffnete die erste Saison 1938 mit Franz Schuberts Operette Blossom Time (Das Dreimäderlhaus), aufgeführt in Englischer Sprache mit John Charles Thomas und Francia White. Die Produktion war sowohl in den Kritiken als auch finanziell ein Erfolg und es wurden drei weitere ausverkaufte Produktionen in derselben Saison mit Sigmund Rombergs The Student Prince, The New Moon, Sowie Jerome Kerns Roberta aufgeführt.

## Produktionen
Während Tournee-Produktionen aus New York in den jährlichen Saisons aufgeführt wurden, führte die LACLO immer auch ihre eigenen vor Ort einstudierten Produktionen unter der Leitung von Lester auf. Ein wichtiger Triumph für das Orchester war die Operette Song of Norway 1944, für welche Lester Milton Lazarus, Robert Wright und George Forrest engagierte mit Musik von Edvard Grieg. Die Produktion wurde später ein großer Erfolg am Broadway. Wright und Forrest schufen mehrere weitere Werke für die LACLO, unter anderem das Musikal Kismet (1953), welche in New York sogar noch erfolgreicher wurde. Das vielleicht erfolgreichste Werk der LACLO war die Musical-Version von Peter Pan (1954), welche Lester orchestrierte um Mary Martin zum Star zu machen. Nach der Premiere in Los Angeles ging die Produktion an den Broadway, wo sie einen Tony Award für Martin gewann. Die LACLO exportierte auch zahlreiche Revivals vom Broadway, unter anderem Victor Herberts The Red Mill (1945), welche über ein Jahr lang in New York lief.
Lester setzte sich als General Director und Produzent der LACLO 1976 zur Ruhe. Er blieb Mitglied des Vorstands von LACLO und SFLOC bis zu deren Schließung 1980 (SFLOC) und 1987 (LACLO). Er starb im Alter von 95 Jahren in seinem Haus in Beverly Hills.